# Bulbophyllum kainochiloides
Bulbophyllum kainochiloides là một loài phong lan thuộc chi Bulbophyllum.